# Sekundærrute 153
Sekundærrute 153 forbinder byerne Vordingborg – Guldborg – Sakskøbing – Maribo – Rødby og Rødbyhavn. Ruten udspringer ved Brovejen, hvor primærrute 22 passerer Vordingborg. I Rødbyhavn ender ruten i krydset Havnegade/Syltholmsgade. Undervejs passeres Masnedsundbroen, Storstrømsbroen og Guldborgbroen, der stadigvæk er vigtige forbindelser mellem Sjælland, Falster og Lolland. I Sakskøbing, Maribo og Rødby passerer ruten ad mere eller mindre snørklede ringvejssystemer i stedet for direkte gennem centrum.
Indtil Farøbroernes åbning i 1985 og Guldborgsundtunnelens åbning i 1988 var dele af ruten Europavej E4 (i dag Europavej E47).
Sekundærrute 153 er ca. 61 km lang.
Link til kort over sekundærrute 153.